# Bezirksamt Schönau

Lage der Bezirksämter in Baden im Jahr 1890

Das Bezirksamt Schönau war ein staatlicher Verwaltungsbezirk im Großherzogtum Baden und der Republik Baden, der vom 7. Juli 1807 bis 1. April 1924 existierte.

## Geschichte
Das großherzoglich badische „ObervogteyAmt Schönau“ (später Bezirksamt Schönau) wurde durch das General-Ausschreiben über die Eintheilung des Großherzogthums Baden in Bezirke vom 7. Juli 1807 geschaffen.
Bis 1803 gehörte das Gebiet zum vorderösterreichischen Breisgau und kam dann durch den Reichsdeputationshauptschluss an das kurzlebige Herzogtum Modena-Breisgau, das alsbald wieder an das Haus Habsburg vererbt wurde. Durch den Frieden von Pressburg kam dieses Herzogtum 1806 an das Kurfürstentum Baden, das noch im gleichen Jahr von Napoleon zum Großherzogtum Baden gemacht wurde.
Beim Übergang an Baden war das hintere Wiesental in drei Vogteien aufgeteilt:
- Grundherrschaft Zell der Freiherren von Schönau-Zell
- Talvogtei Todtnau unter der Grundherrschaft des Klosters St. Blasien mit den Habsburgern als Kastvögten
- Talvogtei Schönau unter der Grundherrschaft des Klosters St. Blasien mit den Habsburgern als Kastvögten

Die Freiherren von Schönau gehörten zur Breisgauer Ritterschaft und waren in den Breisgauer Landständen vertreten. Die Talvogteien Todtnau und Schönau wurden von der vorderösterreichischen Kameralherrschaft Grafschaft Hauenstein mit verwaltet und waren über diese in den Landständen vertreten. 
„Die sanktblasianische Grundherrschaft errichtete in Schönau neben der örtlichen Vogtei ein Amt Schönau unter einem Ammann, dem die 49 Ortschaften der Talvogteien Schönau und Todtnau und der Fröhnd sowie der Klosterbesitz in der Vogtei Zell und in sieben Orten der Markgrafschaft Hachberg-Sausenberg unterstanden.“
Durch die Verordnung über die Vereinfachung der inneren Verwaltung vom 18. Januar 1924 wurde das Bezirksamt Schönau per 1. April 1924 aufgehoben und die bisher dort zugehörigen Gemeinden wurden insgesamt dem Bezirksamt Schopfheim zugeordnet.

## Gemeinden des Bezirksamtes
Die Auflistung orientiert sich hauptsächlich am General-Ausschreiben über die Eintheilung des Großherzogthums Baden in Bezirke vom 7. Juli 1807.
Zum 1. April 1885 wurde die Gemeinde Neuenweg-Heubronn vom Bezirksamt Schopfheim abgetrennt und dem Bezirksamt Schönau zugewiesen.
| Gemeinde          | Anmerkungen                                                                                                   | Wappen |
| ----------------- | --- | ------ |
| Schönau           | 1809 Stadt; mit Schönenbuchen                                                                                 |        |
| Herrenschwand     | |        |
| Aitern            | mit Multen, Ober- und Unterrollsbach                                                                          |        |
| Schönenberg       | |        |
| Utzenfeld         | mit Königshütte                                                                                               |        |
| Präg              | |        |
| Tunau             | mit Bischmatt und Michelrütte                                                                                 |        |
| Böllen            | mit Oberböllen, Niederböllen                                                                                  |        |
| Wieden            | |        |
| Wembach           | mit Schindeln                                                                                                 |        |
| Todtnau           | mit Todtnauberg, Schlechtnau, Aftersteg, Muggenbrunn, Geschwend, Brandenberg, Fahl                            |        |
| Fröhnd            | Holz (Vorder- und Hinterholz), Ittenschwand, Kastel, Künaberg, Niederhepschingen, Oberhepschingen, Stutz, Hof |        |
| Zell im Wiesental | ohne Gresgen; mit Riedichen, Gaisbühl                                                                         |        |
| Atzenbach         | |        |
| Mambach           | |        |
| Pfaffenberg       | mit Käsern |        |
| Adelsberg         | mit dem Weiler Blauen                                                                                         |        |
| Häg-Ehrsberg      | mit Stadel (Vorder- und Hinterstadel), Happach, Sonnenmatt, Rohmatt, Rohrberg, Schürberg, Altenstein          |        |

## Amtmänner
Die Amtsvorstände des Bezirksamts Schönau seit 1807:
- 1807–1813: Franz Ackermann
- 1813–1817: Franz Schütt
- 1816–1819: Raphael von Weinzierl (als Amtsverweser)
- 1820–1826: Jakob Bürkle
- 1826–1827: Franz Henzler
- 1827       Wischek
- 1832–1835: Josef Klein
- 1835–1836: Philipp Benitz
- 1836–1848: Felizian Hiß
- 1848–1855: Joseph Streicher
- 1855–1860: Berthold Hatz
- 1860–1865: Franz Sales Hebting
- 1865–1868: Adolf Ostner
- 1868–1872: Karl Siegel
- 1872–1877: Ludwig Hördt
- 1877–1881: Julius Wirth
- 1882–1884: Albert Muth
- 1884–1887: Franz Weber
- 1887–1893: Emil Killinger
- 1893–1897: Philipp Fuchs
- 1897–1899: Albert Mays
- 1899–1902: Heinrich Hebting
- 1902–1906: Emil Dietrich
- 1906–1914: Alfred Tritscheler
- 1914–1919: Adolf Kopp
- 1919–1922: Alfred Hagenunger
- 1922–1924: Alfred Franck